# Aleksandra Ivošev
Aleksandra Ivošev, née le 17 mars 1974 à Novi Sad, est une tireuse sportive yougoslave d'origine serbe. 

## Carrière
Aleksandra Ivošev participe aux Jeux olympiques de 1996 à Atlanta. Elle remporte la médaille d'or dans l'épreuve de la carabine 50 mètres trois positions ainsi que la médaille de bronze dans l'épreuve de la carabine 10 mètres air comprimé.